# Mil-CD
Mil-CD é um formato de CD, que foi criado pela Sega, em 1999 para o Dreamcast. 
O principal objectivo da Mil-CD foi adicionar funções multimédia como música em CDs, para uso no Sega Dreamcast.
O formato Mil-CD permitia que hackers se utilizassem de uma falha de segurança do Dreamcast, permitindo que o console executasse jogos rodando em um simples CD-R ,como emular jogos de PlayStation via Bleemcast, e a criação de jogos caseiros.